# 白子 (和光市)
白子（しらこ）は、埼玉県和光市の町名。現行行政地名は白子一丁目から四丁目。郵便番号は351-0101。

## 地理
和光市の東部に位置する。東京都練馬区および板橋区成増と隣接し、白子川が武蔵野台地を開析しながら流れ、その左岸流域に位置する南北に細長い地域で、起伏が大きい地域である。そのため地内には滝坂などの坂が多い。かつては二丁目に白子宿があった。
東京都との県境は白子川の旧流路などの経路が採用されているため、白子川を越えて成増側に食い込んでいる地域や、白子側に成増が食い込んでいる地域もある。

## 歴史
もとは江戸期より存在した新座郡野方領に属する白子村で、古くは戦国期より見出せる新座郡のうちの郷村名の白子郷であった。名前は新座郡の前身である新羅郡の新羅が訛化して中世頃までに白子と称されたと云う。

### 沿革
- 1591年（天正19年）に徳川氏が当地を恩賞として伊賀衆に与え、その後は一部が幕府領となる[5]。
- 1868年（慶応4年）6月20日 - 武蔵知県事・松村長為（旧幕府代官）の管轄となる。
- 1869年（明治2年）2月9日　武蔵知県事・古賀定雄の管轄区域に品川県を設置、品川県の管轄となる。
- 1871年（明治4年）11月14日 - 第1次府県統合により、品川県が廃止され、入間県の管轄となる。
- 1872年（明治5年）10月10日 - 大区小区制の施行により第二大区第六小区[7]に属する。
- 1873年（明治6年）6月15日 - 入間県が群馬県と合併し、熊谷県となる。
- 1876年（明治9年）8月21日 - 第2次府県統合により、埼玉県の管轄となる。
- 1879年（明治12年）3月17日 - 郡区町村編制法により成立した新座郡に属す。
- 1884年（明治17年） - 連合戸長制の実施により、白子村連合戸長役場を白子村字宿に設置する。
- 1889年（明治22年）4月1日 - 町村制の施行により、白子村と下新倉村が合併し新座郡白子村が成立。旧白子村は白子村の大字白子となる。
- 1896年（明治29年）3月29日 - 郡制が施行され、翌月1日に新座郡が北足立郡に編入され、所属郡が北足立郡となる。
- 1943年（昭和18年）4月1日 - 戦時町村合併促進法により、新倉村と白子村が合併し、大和町が成立。大和町の大字となる。
- 1969年（昭和44年） - 住居表示の実施に伴ない、大字白子の一部から白子一丁目・二丁目が成立[5]。
- 1970年（昭和45年）10月31日 - 大和町が市制施行に伴い名称変更、和光市となり、和光市の町名および大字となる。大字白子と大字下新倉の各一部から白子三丁目が成立。
- 2004年（平成16年）11月1日 - 大字下新倉の一部から白子四丁目が成立。

## 世帯数と人口
2017年（平成29年）10月1日現在の世帯数と人口は以下の通りである。
| 丁目       | 世帯数     | 人口     |
| ---------- | ---------- | -------- |
| 白子一丁目 | 2,603世帯  | 5,651人  |
| 白子二丁目 | 3,787世帯  | 7,673人  |
| 白子三丁目 | 4,029世帯  | 8,151人  |
| 白子四丁目 | 110世帯    | 244人    |
| 計         | 10,529世帯 | 21,719人 |

## 小・中学校の学区
市立小・中学校に通う場合、学区は以下の通りとなる。
| 丁目       | 番地                                   | 小学校               | 中学校             |
| ---------- | -------------------------------------- | -------------------- | ------------------ |
| 白子一丁目 | 15〜20番                               | 和光市立第四小学校   | 和光市立第三中学校 |
| 白子一丁目 | その他                                 | 和光市立第五小学校   | 和光市立第三中学校 |
| 白子二丁目 | 1〜14番 23〜28番                       | 和光市立第四小学校   | 和光市立第三中学校 |
| 白子二丁目 | その他                                 | 和光市立白子小学校   | 和光市立第三中学校 |
| 白子三丁目 | 12〜21番 22番（市道400号線以北の区域） | 和光市立下新倉小学校 | 和光市立大和中学校 |
| 白子三丁目 | その他                                 | 和光市立白子小学校   | 和光市立大和中学校 |
| 白子四丁目 | 全域                                   | 和光市立下新倉小学校 | 和光市立大和中学校 |

## 交通

### 道路
- 国道254号
- 東京都道・埼玉県道68号練馬川口線（笹目通り）
- 埼玉県道88号和光インター線（芝宮通り）
- 大坂通り
- 向山通り
- 午房通り
- 白子宿通り
- 市城通り
- 正覚院通り

## 寺社・史跡
- 東明寺・吹上観音
- 天台宗地福寺
- 神瀧山清龍寺
- 成田山 神護寺
- 八幡神社
- 富士嶽神社
- 武州白子熊野神社
- 牛房八雲神社
- 白子宿本陣跡
- 吹上館跡

## 公園・緑地
- 和光市立南越ノ上児童公園
- 牛房八雲台特別緑地保全地区
- 大坂ふれあいの森
- 越ノ上わんぱく広場
- 野川公園

## 施設
- 和光市吹上出張所
- 和光市白子コミュニテーセンター
- 和光市立白子小学校
- 和光白子郵便局
- 和光白子南郵便局
- 埼玉県南西部消防本部 和光消防署白子分署
- 和光市消防団 第5分団
- 朝霞警察署 和光交番
- 学校法人 柳下学園 やまと幼稚園
- しらこ保育園
- 和光リトルスター保育園
- しらこ南リトルスター保育園
- ゆめの木保育園

## 出身人物
- 松村香織（アイドル・SKE48メンバー）